# Centrale électrique de KivuWatt
La centrale électrique KivuWatt est une centrale électrique alimentée au gaz méthane au Rwanda.

## Emplacement
La centrale électrique est située à Kibuye, district de Karongi, dans la province occidentale du Rwanda, à environ 130 kilometres, à l'ouest de Kigali, la capitale et plus grande ville du pays.

## Description
Le projet KivuWatt extrait le méthane des eau du lac Kivu et aussi utilisera cet gaz pour produire de l'électricité. L'électricité produite sera achetée par Rwanda Energy Group (REG).
Le projet de 200 millions de dollars, détenu par ContourGlobal et exécution en coopération avec Wärtsilä, qui ajouter encore 26 MW de capacité de production dans sa première phase, éventuellement atteindre 100 MW dans les années à venir .
La première phase du projet, avec capacité de 25 MW, devait démarrer son exploitation commerciale en 2012. La la deuxième phase du projet, avec une capacité supplémentaire de 75 MW, devrait démarrer la construction dans six mois, après la mise en service de la phase 1. Le projet est développé par KivuWatt Limited, une filiale de ContourGlobal, dans le cadre d'un accord de concession conclu avec le gouvernement du Rwanda en 2009. KivuWatt Limited prévoit d’extraire une partie des 60 milliards de mètres cubes de méthane piégés dans le lac Kivu et de convertir ce gaz en électricité . La construction s'est terminée en novembre 2015 et la centrale électrique a été testée et calibrée en novembre 2015 jusqu'à mise en service en juin 2016.
La centrale électrique de KivuWatt a été inaugurée par le président de la république du Rwanda Paul Kagame le 16 mai 2016 .